# ゴール県
ゴール県（ゴールけん、シンハラ語: ගාල්ල දිස්ත්‍රික්කය、タミル語: காலி மாவட்டம்、英語: Galle District）は、スリランカ南西海岸の南部州に属する県。

## 地理

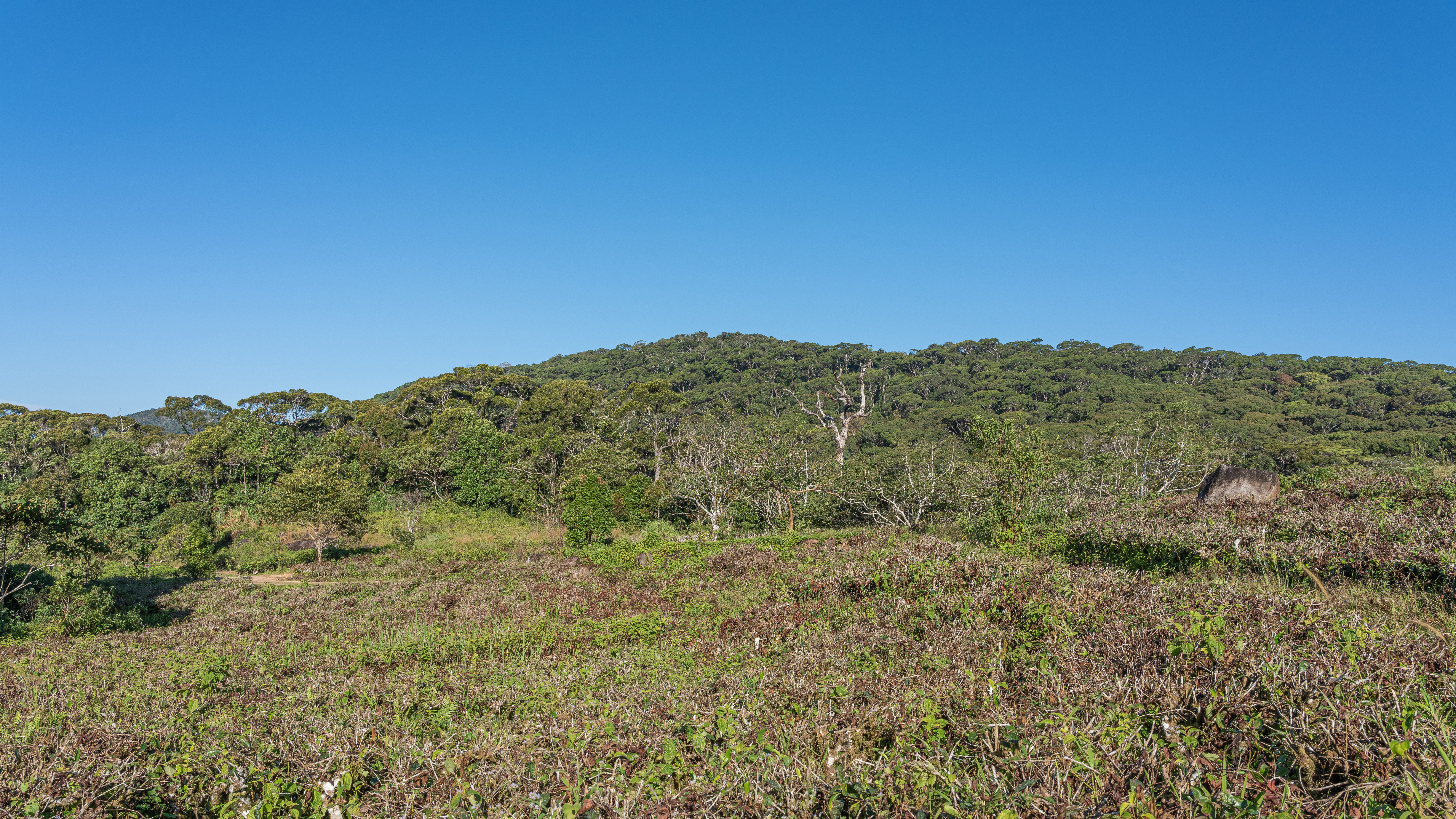
シンハラジャ森林保護区

陸上面積1,617 km2、水域面積35 km2で総面積は1,652 km2。ゴール県はBenthara川をその北の境界とし、南と西ではインド洋を望む。北でカルタラ県と、東はマータラ県とラトゥナプラ県と接している。ゴール県の地勢は場所により大きく異なる。Hiniduma Patthuwaの気候条件はスリランカ中央の高地地帯にとても似ており、この地域に存在する多雨林はゴール県を流れる川や湖の水源地となっている。世界遺産であるシンハラジャ森林保護区はその一つである。ゴール県には温暖な気候の地域が広がっている。
年間降水量は2,000 - 2,500 mm。Hiniduma PatthuwaのGongala Hillを水源とするGin River ("Gin Ganga") は全長約113kmで、Ginthotaにてインド洋に注ぐ。その流れはネルワ、Thawalama、Nagoda Baddegama、Thelikadaを通り、計922km2に渡る地域に恵みを与えている。Polathu Kandaを水源としてBalapitiyaにて海に注ぐマドゥ・ガンガは、ゴール県の生態系の保全に大きな役割をはたしている。

### 主要な都市および町
- ゴール - Municipal Council
- アンバランゴダ - Urban Council
- ヒッカドゥワ - Urban Council
- アハンガマ

## 人口動勢

### 宗教
住民の宗教別割合は以下の通り。
- 仏教：94%
- イスラム教：4.7%
- ヒンドゥー教：1.5%
- キリスト教：0.9%

## 世界遺産
- ゴールの旧市街と要塞
- シンハラジャ森林保護区

## 施設
- アンバランゴダ仮面博物館
- ルヌガンガ

## 出身人物
- アリヤラトネ（社会活動家）